# Дрвеник (Градац)
Дрвеник је насељено место у саставу општине Градац, Сплитско-далматинска жупанија, Република Хрватска.

## Географски положај
Налази се у подножју планине Биоково, на Јадранској магистрали 30 km југозападно од Макарске у заливу Доња увала.
Насеље се састоји од два мања насеља, Горњег и Доњег Дрвеника, удаљених око 1 km. Доњи Дрвеник је северније а Горњи јужније, што је необично у односу на слична насеља где је Доње обично јужније, а Горње северније насеље.
Обала око Дрвеника је разуђена и са низом малих увала. па је насеље добро заштићено од хладних севених ветрова. Место је током целе године, повезано са трајектом линијом од 4 km преко Сућурја са острвом Хвар, а у летњој сезони преко Доминче са Корчулом.
Насеље има два мања пристаништа у којима је дубина мора од 3-3,5 метра. Северно је мање, а јужно је трајектна лука заштичена лукобраном од 50 m на којем се налази светионик са светлосним сигналом Z Bl 2s, који је видљив са 3 mi (4,8 km). Главна привредна грана становништва је туризам и риболов.

## Историја
До територијалне реорганизације у Хрватској, налазио се у саставу старе општине Макарска.

## Становништво
На попису становништва 2011. године, Дрвеник је имао 494 становника.
| Број становника по пописима | Број становника по пописима | Број становника по пописима | Број становника по пописима | Број становника по пописима | Број становника по пописима | Број становника по пописима | Број становника по пописима | Број становника по пописима | Број становника по пописима | Број становника по пописима | Број становника по пописима | Број становника по пописима | Број становника по пописима | Број становника по пописима | Број становника по пописима |
| --------------------------- | --------------------------- | --------------------------- | --------------------------- | --------------------------- | --------------------------- | --------------------------- | --------------------------- | --------------------------- | --------------------------- | --------------------------- | --------------------------- | --------------------------- | --------------------------- | --------------------------- | --------------------------- |
| 1857                        | 1869                        | 1880                        | 1890                        | 1900                        | 1910                        | 1921                        | 1931                        | 1948                        | 1953                        | 1961                        | 1971                        | 1981                        | 1991                        | 2001                        | 2011                        |
| 544                         | 583                         | 609                         | 716                         | 753                         | 777                         | 758                         | 765                         | 599                         | 570                         | 517                         | 513                         | 461                         | 509                         | 500                         | 494                         |

### Попис1991.
На попису становништва 1991. године, насељено место Дрвеник је имало 509 становника, следећег националног састава:
| Попис 1991.‍  | Попис 1991.‍  | Попис 1991.‍ | Попис 1991.‍ | Попис 1991.‍ |
| ------------ | ------------ | ----------- | ----------- | ----------- |
|              |              |             |             |             |
| Хрвати       | Хрвати       |             | 478         | 93,90%      |
| Срби         | Срби         |             | 9           | 1,76%       |
| Муслимани    | Муслимани    |             | 4           | 0,78%       |
| Југословени  | Југословени  |             | 3           | 0,58%       |
| Мађари       | Мађари       |             | 1           | 0,19%       |
| Немци        | Немци        |             | 1           | 0,19%       |
| Словаци      | Словаци      |             | 1           | 0,19%       |
| неопредељени | неопредељени |             | 5           | 0,98%       |
| регион. опр. | регион. опр. |             | 7           | 1,37%       |
| укупно: 509  |              |             |             |             |

## Културно историјски споменици
На брду северно од насеља налазе се остаци одбрамбених зидова са кулом из 17. века.
У насељу се налази црква светог Јурја сазидана у готском стилу, која је касније обновљена у барокном стилу. На зидовима цркве су уграђене средњовековне надгробне плоче.